# Air Moldova
Born to fly
Air Moldova (Code AITA : 9U • code OACI : MLD) est la compagnie aérienne nationale de la république de Moldavie. Elle est basée à l'aéroport international de Chişinău. Elle assure le transports de passagers, courriers et marchandises en soute.
Créée en 1993, elle remplace la division moldave d'Aeroflot sur les vols au départ et à l'arrivée de Chișinău et de Bălți.
Air Moldova est membre de l'OACI et de l'IATA depuis 2004.

## Histoire

### Aeroflot Moldova

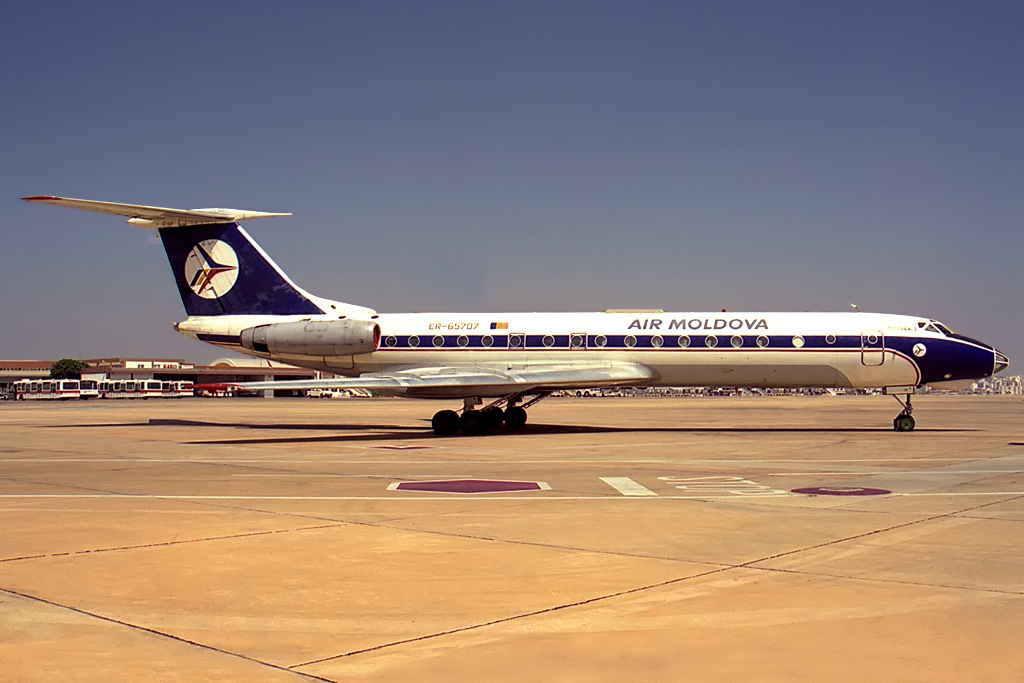
Tupolev Tu-134 immatriculé ER-65707 (ancien CCCP-65707)

En même temps que l'ouverture de l'aéroport de Chişinău en 1944 est créée une division Moldavie au sein de la compagnie nationale soviétique Aeroflot. La modernisation de l'aéroport de Chişinău dans les années 1960 permet à Aeroflot Moldova d'exploiter des Antonov An-10, An-12 et An-24. La compagnie dessert alors la plupart des grandes villes d'URSS. 
À partir de la fin des années 1960, la compagnie s'équipe d'avions à réaction et reçoit progressivement et essentiellement des Tupolev Tu-134. Au milieu des années 1970, la compagnie s'équipe également de Yak-42 et d'Antonov An-26 cargo. Au milieu des années 1980, la compagnie reçoit 10 Tupolev Tu-154. Aeroflot Moldova dessert alors près de 80 villes au départ de Chişinău et, avec la compagnie Moldaeroservice une vingtaine de destinations au départ de Bălți, mais toutes situées en URSS. La compagnie a également exploité plusieurs hélicoptères.
Le 13 septembre 1990 est ouverte la ligne Chişinău - Francfort, première ligne à desservir une destination située hors URSS/hors CEI.

### Après la chute de l'URSS

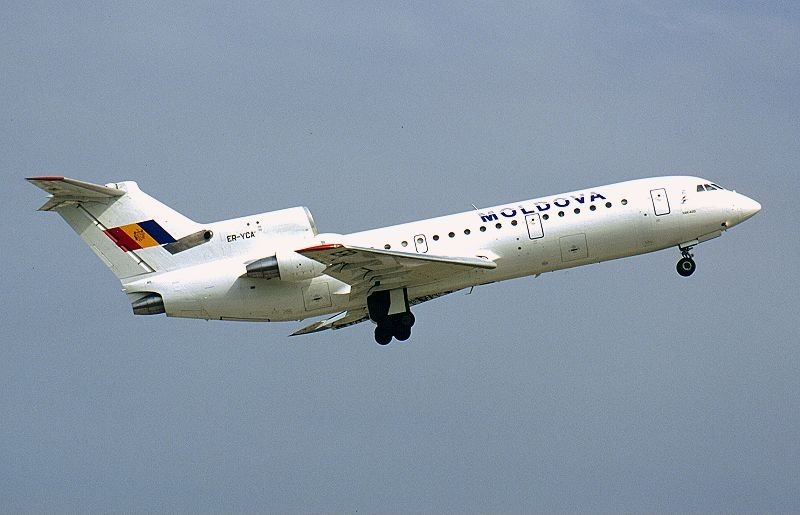
Yak-42 immatriculé ER-YCA

Après la chute de l'URSS et l'indépendance de la Moldavie, Air Moldova commence ses activités en 1993 et remplace la branche moldave d'Aeroflot. La "nouvelle" Aeroflot continue cependant à opérer des vols Moscou-Sheremetyevo - Chişinău. Les avions exploités par la jeune Air Moldova sont alors récupérés de l'ancienne dotation d'Aeroflot Moldova, c'est-à-dire des Tupolev Tu-134, des Tupolev Tu-154 et des Yakovlev Yak-42.
À partir de 2001, la flotte commence à être modernisée et Air Moldova réceptionne ses premiers Embraer EMB-120 Brasília et ERJ-145. La compagnie se sépare alors progressivement de ses avions d'origine soviétique, ou s'en sert d'avions de réserve. En 2003, Air Moldova change son identité visuelle et réceptionne son premier Airbus, un A320 immatriculé ER-AXV. Le dernier Tupolev Tu-154 est démoli en 2006.
En 2006, Air Moldova introduit le billet électronique et ouvre une billetterie en ligne sur son site Internet.
En 2011, la compagnie est désignée meilleure compagnie de la CEI par l'Interstate Aviation Committee.
À la suite de l'invasion de l'Ukraine par la Russie en 2022 le 24 février 2022 la compagnie interrompt ses vols vers la Russie. Le 12 septembre 2022 l'autorité de l'aviation civile de la République de Moldavie « interdit aux compagnies nationales d’effectuer des vols dans l’espace aérien de la Russie ».

## Destinations

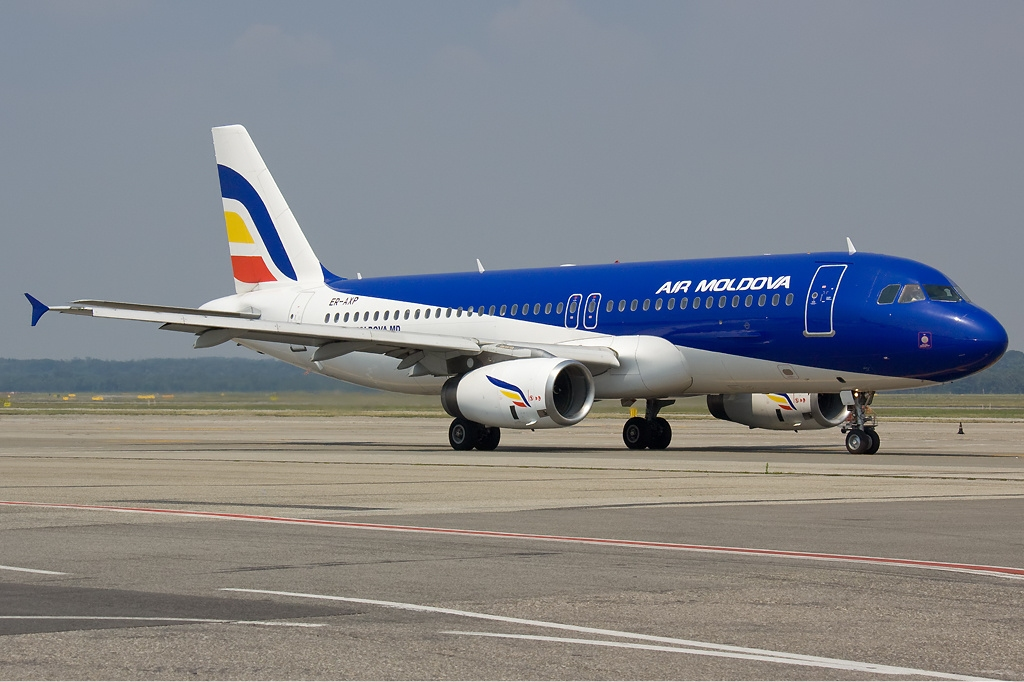
Airbus A320 immatriculé ER-AXP

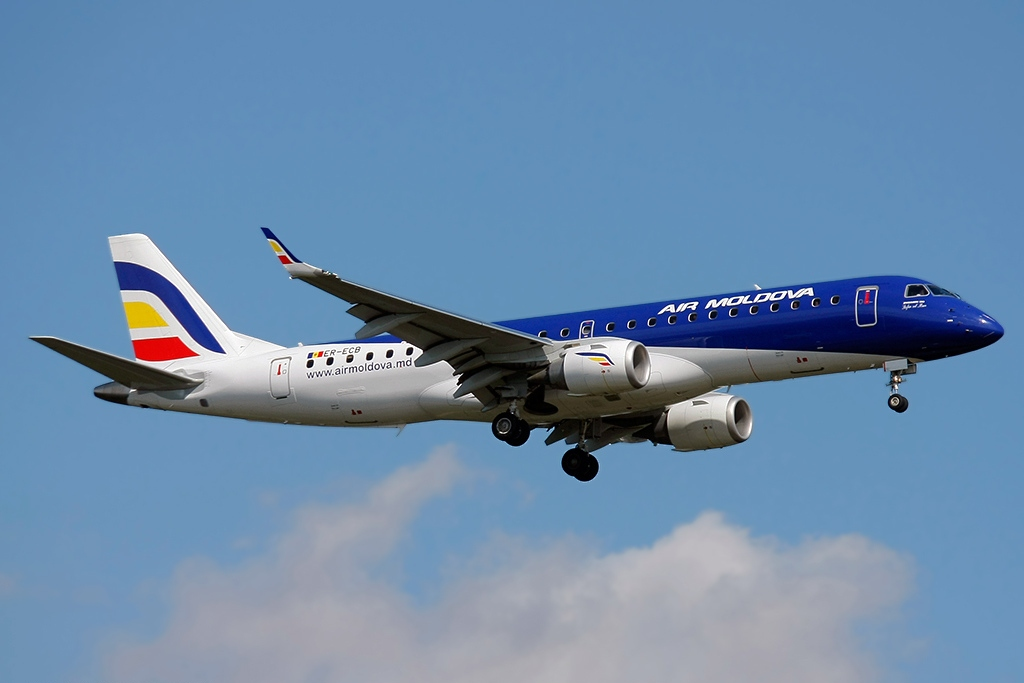
Embraer 190 immatriculé ER-ECB

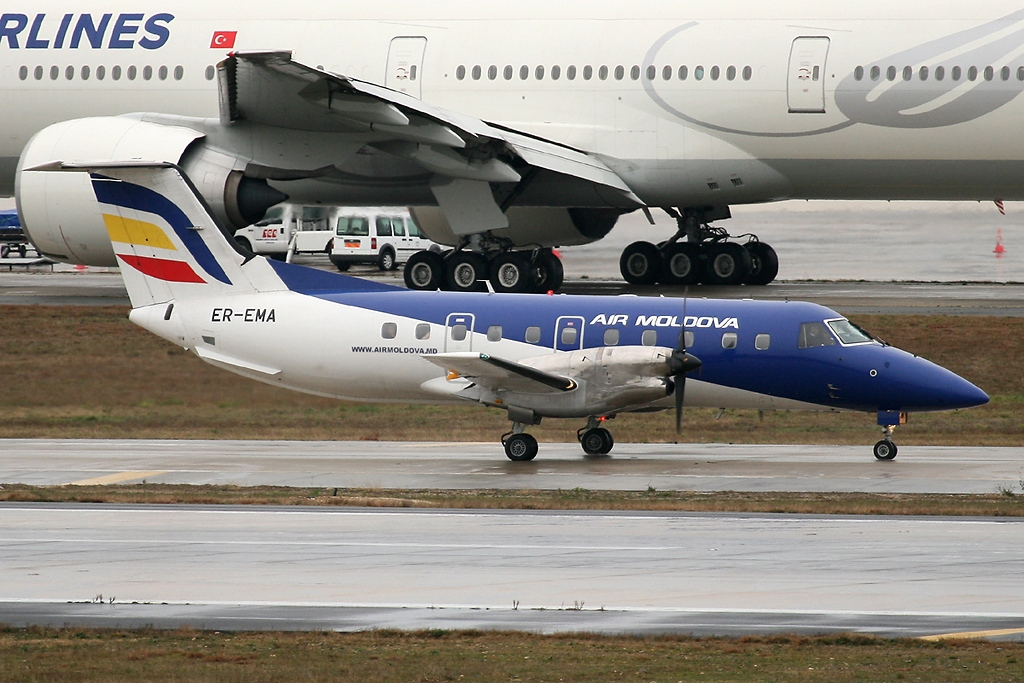
Embraer 120 immatriculé ER-EMA

Air Moldova dessert actuellement 28 destinations, mais certaines sont saisonnières ou des vols charters.
Afrique :
- Saisonnier :  Charm el-Cheikh

Europe :
- Moscou-Domodédovo , Moscou Chérémétiévo , Saint-Pétersbourg-Poulkovo , Sotchi
- Saisonnier : Nijnevartovsk, Sourgout
- Francfort
- Vienne
- Barcelone-El Prat
- Paris-Beauvais, Nice-Côte d'Azur
- Athènes
- Charter : Heraklion, Thessalonique
- Dublin
- Bologne, Milan-Malpensa, Rome-Fiumicino, Turin, Venise, Vérone
- Lisbonne-H. Delgado
- Bucarest
- Londres-Stansted
- Kiev-Boryspil
- Istanbul-Atatürk
- Saisonnier : Antalya, Bodrum
- : Bruxelles-Zaventem
- : Genève-Cointrin

## Flotte
Air Moldova exploite actuellement 8 appareils.

## Accidents et incidents
Le seul accident notable qu'ait connu la compagnie remonte à l'ère soviétique et concerne donc Aeroflot Moldova :
- le 11 août 1979, à la suite d'une erreur des contrôleurs aériens, le vol 7628 Tcheliabinsk - Chişinău assuré par le Tupolev Tu-134 immatriculé СССР-65816 entre en collision à 27 100 pieds au-dessus de Dniprodzerjynsk en RSS d'Ukraine avec le Tupolev Tu-134 immatriculé СССР-65735 d'Aeroflot assurant le vol 7880 Donetsk - Minsk. L'accident fait 178 victimes.